# Цехановчик
Цехановчик (пол. Ciechanowczyk) — село в Польщі, у гміні Цехановець Високомазовецького повіту Підляського воєводства.